# Franz Serafin Exner
Franz Serafin Exner (Vienna, 24 marzo 1849 – Vienna, 15 novembre 1926) è stato un fisico austriaco.
Figlio del filosofo Franz Serafin Exner e della moglie Charlotte Dusensy (1816–1859) era fratello del giurista Adolf Exner (1841–1894), del fisico Karl Exner (1842–1914), del medico e fisiologo Sigmund Exner (1846–1926) e di Marie von Frisch madre del futuro premio Nobel Karl von Frisch.
Rettore dell'università di Vienna dal 1908, con Wilhelm Conrad Röntgen misurò l'intensità della radiazione solare tramite un calorimetro a ghiaccio; fornì inoltre varie misure dell'elettricità atmosferica ed ideò il cosiddetto elettrometro di Exner.